# UNIS NA 40 Bongo
UNIS NA 40 Bongo je koncept lehkého dvoumotorového vrtulníku české výroby. Výroba prvního létajícího prototypu proběhla za účasti několika soukromých subjektů. Vrtulník se do sériové výroby připravoval ve spolupráci s českým výrobcem letadel, společností Moravan Aeroplanes.

## Historie a vývoj
První projekt výroby lehkého vrtulníku vznikl v roce 1992. Mělo se jednat o vrtulník pro dva cestující (včetně pilota) s dvoulistým hlavním rotorem, který měl využívat pro kompenzaci reakčního momentu systém CoCoMo. Jedná se o obdobu systému NOTAR používaného u vrtulníků amerického výrobce McDonnell Douglas Helicopter Systems. Vysoké účinnosti systému CoCoMo bylo dosaženo využitím vyššího energetického turbulentního pole coandova proudu. První prototyp (registrační značka OK-CIU) se v letech 1994–1996 realizoval výlučně na náklady autora projektu, mimo elektronických systémů byl dokončen v roce 1996. Dodavatelem obou motorů TE-50B se stala První brněnská strojírna Velká Bíteš, s níž započala spolupráce v roce 1995. V roce 1996 do projektu vstoupil další investor – společnosti UNIS, který se měl stát garantem úspěšného řešení paralelního běhu obou motorů. Priority společnosti UNIS však byly v jiných oblastech a vývoj řídících bloků FADEC nebyl ani po třech letech dokončen. Po úspěšných provozních a letových testech prototypu prvního stroje, kdy byla funkce motorů korigována ručně, došlo v roce 1999 k založení společnosti NA Design Company a k uzavření smlouvy na další vývoj a přípravu sériové výroby s českým leteckým výrobcem Moravan Aeroplanes. Nejdelší odpoutání od země přesáhlo s dvoučlennou posádkou 45 minut. Pro pohon kompenzačního systému bylo namontováno málo výkonné dmychadlo z motoru M337, i tak se však již v červenci 1999 plně ověřila funkčnost kompenzačního systému CoCoMo. Během následujících let přípravy sériové výroby plánovali konstruktéři více než 100 vylepšení. Následně se společnost Moravan Aeroplanes dostala do konkurzního řízení a projekt byl zastaven, neboť jej nešlo v tehdejší fázi bez zázemí certifikovaného výrobce dokončit. Celý projekt byl počínaje rokem 1994 realizován bez jakékoliv finanční podpory státu, přesto docílil úrovně srovnatelné s vývojovými projekty mnohých renomovaných světových výrobců.
Po roce 2004 bylo v zahraničí na platformě původního konceptu postaveno několik značně vylepšených strojů, které se staly základem dalšího pokračování projektu.

## Varianty
Kromě základní verze NA 40 Bongo vzniklo několik dalších projektů:
NA 40 Bongo
Základní verze, první prototyp realizován v letech 1994 - 1999. Po roce 2003 postaveno na jeho základě několik značně modifikovaných strojů.
NA 42 Barracuda
Projekt verze, která měla být určena pro policejní účely. Byla plánovaná změna motorů za Rolls-Royce 250-C20.
NA 44 Bion
Projekt zvětšené verze s maximální vzletovou hmotností 950 kg.
NA 50
Projekt pětimístné varianty.
NA 54
Projekt jednomotorové, pětimístné varianty s čtyřlistým nosným rotorem.
NA 542
Projekt dvoumotorového, pětimístného vrtulníku se čtyřlistým rotorem
NA 542 Heliplane
Projekt dvoumotorového, pětimístného, kompoudního vrtulníku se čtyřlistým rotorem, nosným křídlem a tlačným ventilátorem. Nejprve použity dva Wankel motory Mistral G-230TS, později dva turbohřídelové TS-100 o výkonu 2 × 186 kW.
NA 542 HUAV
Projekt bezpilotní varianty, která by mohla být vybavena výzbrojí.

## Specifikace (NA 40 Bongo)
Data podle publikace Evropské vrtulníky.

### Technické údaje
- Posádka: 1 pilot
- Užitečná zátěž: 1 osoba
- Délka s otáčejícími se rotory: 9,25 m
- Délka trupu: 6,15 m
- Výška trupu: 2,35 m
- Průměr nosného rotoru: 7,48 m
- Prázdná hmotnost: 480 kg
- Maximální vzletová hmotnost: 730 kg
- Pohonná jednotka: 2 × turbohřídelový motor TE-50B, každý o výkonu 70 kW

### Výkony
- Maximální rychlost: 280 km/h
- Cestovní rychlost: 230 km/h
- Stoupavost:[2] 8 m/s
- Dynamický dostup: 4000 m
- Dolet: 500 km